# Planetario Alfa

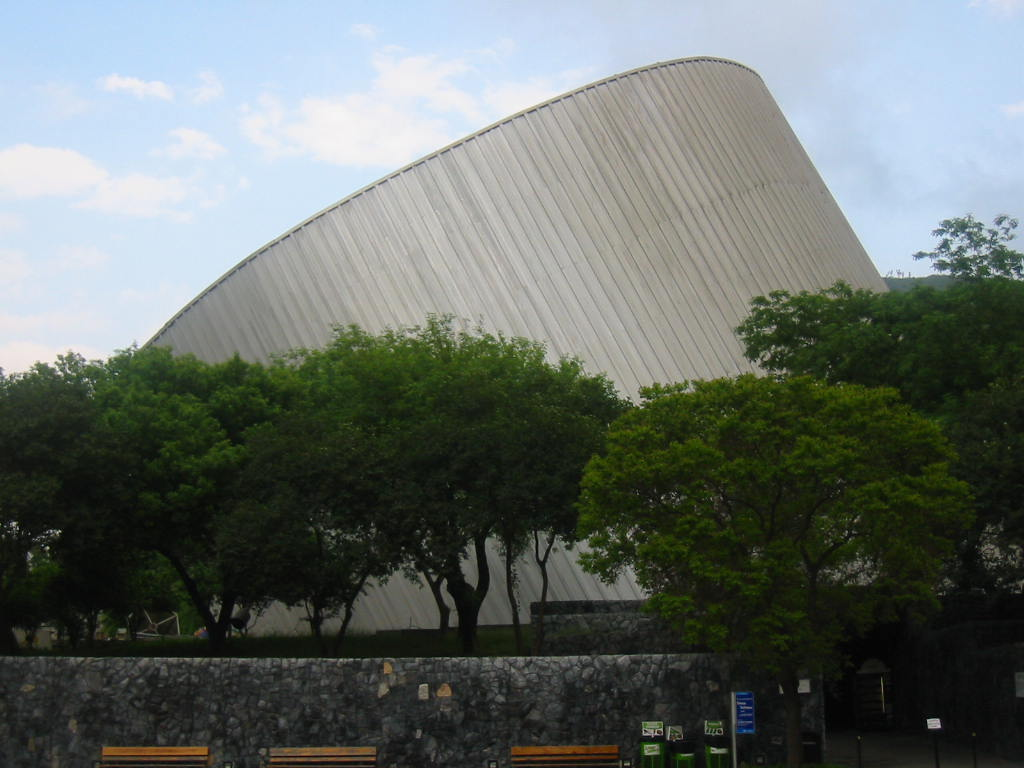
Vista lateral del museo del Planetario Alfa y sede del IMAX Dome.

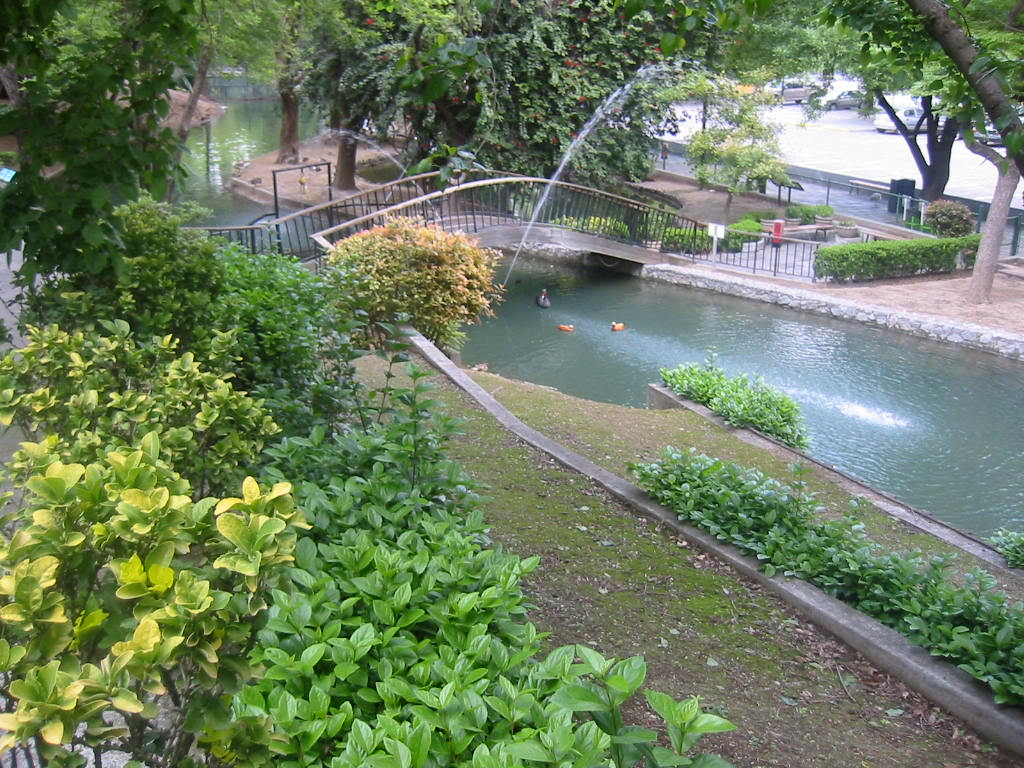
Aviario del Planetario Alfa.

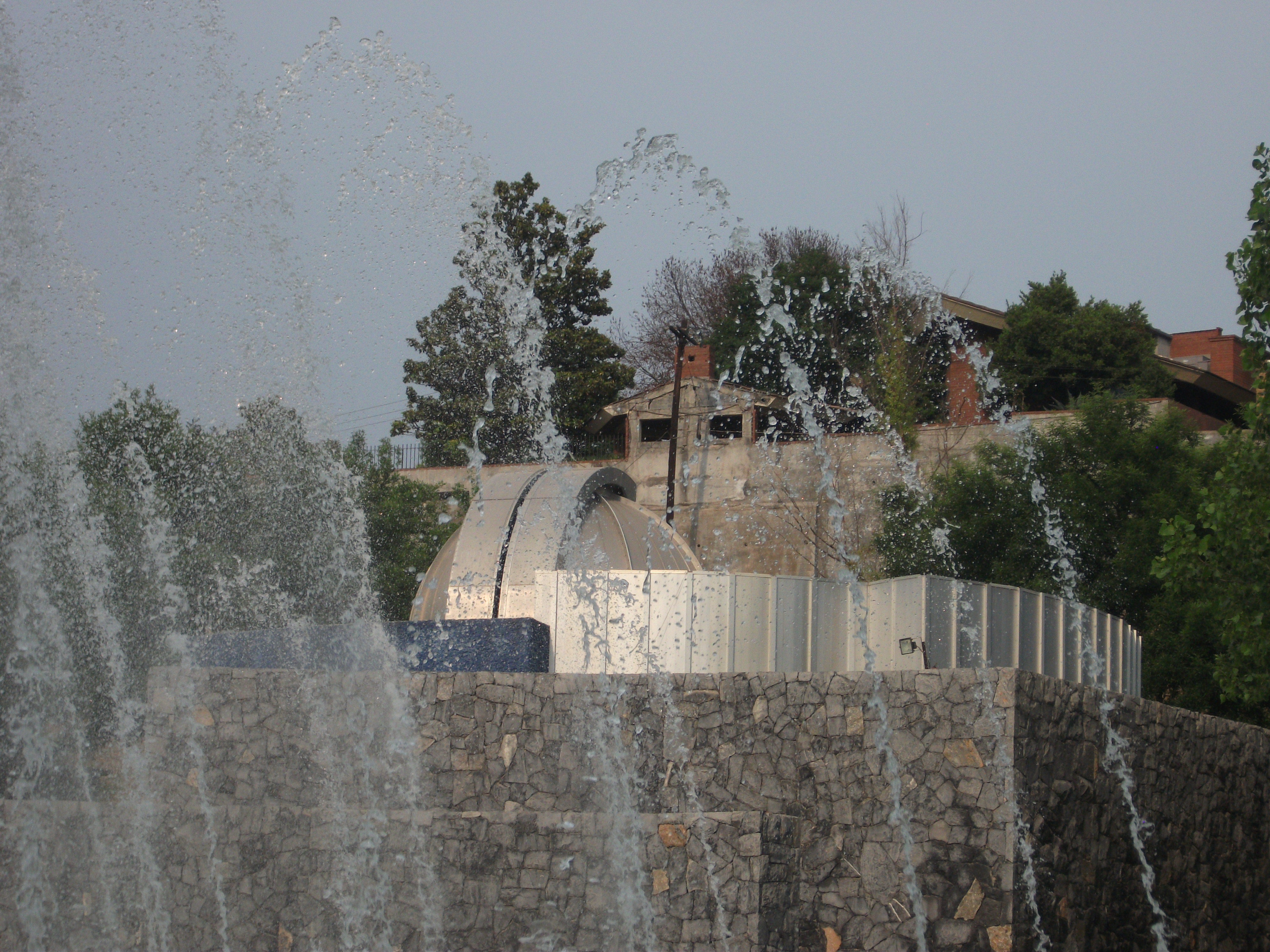
Observatorio dentro del Planetario Alfa

El Planetario Alfa, ubicado en el municipio de San Pedro Garza García, Nuevo León de la zona metropolitana de Monterrey, fue un conjunto de museo, observatorio astronómico y sala Domo IMAX. Fue inaugurado el 11 de octubre de 1978. Albergó la cuarta sala instalada con el sistema IMAX en el mundo, la primera en el mundo hispano y la primera en América Latina.[cita requerida] Es considerada como una de las 5 mejores pantallas Domo IMAX en el mundo por la GSTA (Giant Screen Theaters Association).[cita requerida]
El museo fue el primer museo interactivo del país.
El recinto fue pionero con la tecnología más innovadora del momento cuando abrió en 1978.
El complejo contaba con un aviario al aire libre, un Jardín de la Ciencia con actividades interactivas, un Observatorio Astronómico, un museo de cinco niveles y una sala IMAX Dome con capacidad para 389 personas.
En el vestíbulo del museo se encontraba el monumental mural metálico "El Espejo", del artista mexicano Manuel Felguerez.
Cuenta con amplias y atractivas áreas verdes como el Jardín Prehispánico y el Jardín de los Nogales.
Desde 1978, el Planetario Alfa tuvo más de 15.2 millones de visitantes.
El 4 de septiembre de 2020 anunció su cierre definitivo debido a un cambio de estrategia por parte de ALFA fundación.

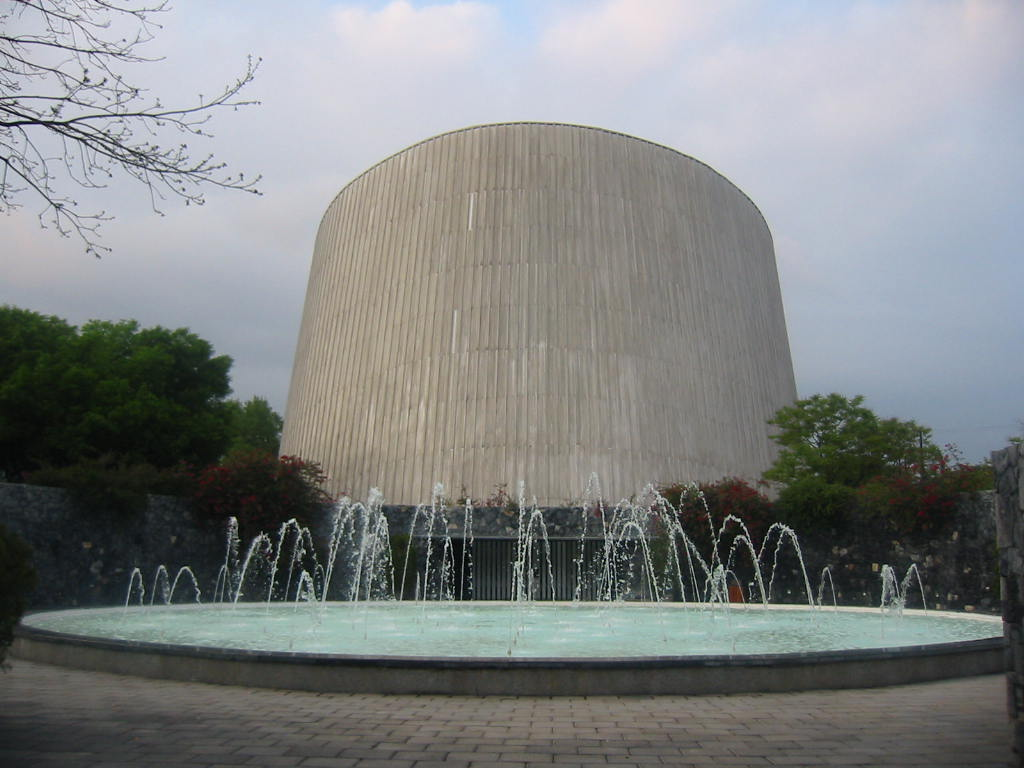
Frente del Museo del Planetario Alfa en Monterrey N.L. México, sede de IMAX Dome desde 1978

## Historia
El Centro Cultural Alfa, ahora conocido como “Planetario Alfa”, fue inaugurado el 11 de octubre de 1978. El entonces presidente honorario del Grupo Industrial Alfa, don Roberto Garza Sada, había expresado su deseo de llegar a construir un recinto que fuese digno de albergar manifestaciones culturales. 
El recinto fue inaugurado por el entonces Secretario de Educación Pública, Fernando Solana Morales, y por el presidente del Grupo Alfa, Bernardo Garza Sada.  Su primer director fue Guillermo Schmidhuber de la Mora. Fue fundado con la idea de dar a la comunidad una oportunidad de ver algo que no existía en Monterrey, ya que el único museo en ese entonces era el extinto Museo de Monterrey enfocado al arte.
Fue sede de la primera reunión de museos de México en que dialogaron juntos museos privados y museos públicos en 1979. Al año siguiente fue cosede de la Conferencia Internacional de Museos ICOM de la UNESCO y en 1982 de la conferencia Mundial de Planetarios con el tema de arqueoastronomía por lo que hubo una extensión a visitar la astronomía maya en Yucatán.
El museo contó con la visita del Príncipe Carlos de Gales y su esposa Camila de Cornualles el 5 de noviembre de 2014, donde se reunió con el Grupo de los 10, como se conoce a los dirigentes y líderes de las empresas más poderosas de Nuevo León, así como el secretario de Economía, Ildefonso Guajardo.
El Planetario Alfa ha sido objeto de varias ampliaciones: 
- En marzo de 1994 se inauguran las áreas exteriores y se crea el Jardín de la Ciencia. Su objetivo es que los niños convivan con la naturaleza a través de juegos donde se puedan aprender los distintos fenómenos físicos.

- En el Aviario, creado en la década de 1980, los visitantes pueden admirar cerca de 200 ejemplares de 25 especies de aves entre patos, gansos, pavos reales y muchas otras más.

- En 1988, con motivo del 10 aniversario del museo, se inaugura el Pabellón El Universo, el cual albergó un imponente vitral realizado por Rufino Tamayo.

- Con motivo del 20 aniversario del museo, en 1998, se inauguró un Observatorio Astronómico. Éste, considerado el observatorio público más grande de México, cuenta con un auditorio en el cual se pueden realizar conferencias y eventos.

## El edificio y su arquitectura
El edificio cuenta con 40 metros de diámetro y su altura es de 34 metros, su estructura es de concreto armado y cuenta con una inclinación de 63 grados en horizontal, lo cual asemeja un telescopio viendo hacia el horizonte. Fue diseñado por los arquitectos Fernando Garza Treviño, Samuel Weiffberg y Efraín Alemán Cuello, y calculado por el ingeniero civil Francisco Fortunato Garza Mercado. Este cilindro, inclinado de arquitectura singular, es único en su tipo. 
El conjunto ofrece una visión que en sus menores dimensiones recuerda las espectaculares construcciones de la antigüedad en los valles del Nilo y del Tigris y Éufrates, así como también la concepción teotihuacana, con sus masas sólidas y los amplios espacios abiertos. A su vez, tiene la futurista imagen espacial, en su inclinación, simuladora de un observatorio o de una plataforma de lanzamiento.